# Загорский, Константин Иванович
Константи́н Ива́нович Заго́рский (13 июля 1933 — 18 августа 2024, Московская область) — советский  и российский художник кино, живописец. Лауреат Государственной премии СССР в области литературы, искусства и архитектуры (1982). Заслуженный художник РСФСР (1988). Народный художник Российской Федерации (1997).

## Биография
Родился 13 июля 1933 года.
В 1964 году окончил Всероссийский государственный институт кинематографии по специальности «художник кино».
Работал художником-постановщиком на Центральной киностудии детских и юношеских фильмов им. М. Горького.
Киноработы художника высоко оценены критикой.

«Мио, мой Мио» — фильм очень высокой постановочно-пластической культуры. […] Многие эпизоды фильма по-настоящему впечатляют своим сказочным, особенным миром: это и «мёртвый лес», и «пещера кузнеца», и главным образом — весь мертвенно-каменный декорационный комплекс «царства Като», чудовища с каменным сердцем. […] В нём присутствует впечатляющая сила экрана как мощного сказочного зрелища.— Л. С. Донец. О фильме «Мио, мой Мио» // Искусство кино. 1988. № 1
Живописные работы Константина Загорского хранятся в частных и государственных собраниях, в частности — в собрании Госфильмофонда РФ.
Член Союза кинематографистов РФ и Союза художников РФ.
Скончался 18 августа 2024 года в Московской области на 92-м году жизни.

## Фильмография
- 1961 — Юрка — бесштанная команда (короткометражный)
- 1966 — Волшебная лампа Аладдина
- 1968 — Стреляные гильзы (короткометражный)
- 1969 — День и вся жизнь
- 1971 — Остров сокровищ
- 1972 — Огоньки
- 1973 — Москва — Кассиопея
- 1974 — Отроки во Вселенной
- 1975 — Всадник с молнией в руке
- 1976 — Русалочка
- 1977 — Аленький цветочек
- 1977 — Вооружён и очень опасен
- 1978 — Новые приключения капитана Врунгеля
- 1980 — Через тернии к звёздам
- 1982 — Звезда и смерть Хоакина Мурьеты
- 1984 — Вера. Надежда. Любовь
- 1984 — Приходи свободным
- 1985 — Дорога к морю (короткометражный)
- 1987 — Мио, мой Мио
- 1991 — Сказка о купеческой дочери и таинственном цветке
- 1997 — Маленькая принцесса
- 1998 — Привет от Чарли-трубача
- 2001 — Праздник
- 2001 — Русский водевиль
- 2003 — Радости и печали маленького лорда
- 2003 — Сибирочка
- 2006 — Дюймовочка
- 2007 — Королёв. Главный конструктор